# Edita Gruberová
Edita Gruberová (Rača, 23 de diciembre de 1946-Zúrich, 18 de octubre de 2021) fue una cantante de ópera eslovaca, famosa por sus interpretaciones como soprano de coloratura. Poseía una gran claridad tonal, agilidad para cantar notas altas con mucha fuerza (como por ejemplo, cuando interpretó en sus primeros años de carrera el papel de Reina de la Noche). 

## Trayectoria
Gruberová nació en Bratislava, hija única de Gustav Gruber y Etela. Aunque su madre era húngara, y el padre tenía ancestros alemanes y existe una minoría que habla húngaro en su ciudad natal, su lengua materna es el eslovaco. Inició estudios de música en el conservatorio de la ciudad bajo la tutela de Mária Medvecká. Luego se inscribió en la Academia de Música y Arte Dramático de Bratislava. Durante este período formó parte del famoso grupo de música folclórica Lúčnica, presentándose en el Teatro Nacional Eslovaco.
En 1968, Gruberová debutó en la ópera de Bratislava en el papel de Rosina en Il barbiere di Siviglia. Luego de ganar un concurso de canto en Toulouse, fue contratada para formar parte del grupo de ópera del teatro J. G. Tajovský en Banská Bystrica, Eslovaquia, desde 1968 hasta 1970. Durante el período de Normalización de Checoslovaquia, cuando las fronteras se cerraron para los países no comunistas, su tutora, Medvecká, organizó unas audiciones para Gruberová en el verano de 1969 en la Ópera del Estado de Viena. Luego vino un contrato y el éxito como la Reina de la Noche. En ese momento Edita Gruberová decidió emigrar al oeste, convirtiéndose en años posteriores en solista en Viena y estrella en los teatros de ópera más importantes del mundo, especialmente en los papeles de coloratura.
Entre sus principales actuaciones para esos teatros contamos su debut en el Festival de Glyndebourne en 1972 y el Ópera del Metropolitan en 1977, como Reina de la Noche; el Festival de Salzburgo en 1977, como Thibault en Don Carlo, bajo la batuta de Herbert von Karajan. En 1984 cantó para el Royal Opera House, como Julieta en la ópera de Bellini, I Capuleti e i Montecchi. En 1987 canta en La Scala, como Donna Anna y Marie de La fille du régiment. En 1992 canta Semiramide en Zúrich, y en 1990 en Viena, la Reina Elizabeth I. Se considera, junto a Monserrat Caballé, una de las grandes intérpretes del papel de Lucrezia Borgia. En su repertorio también encontramos a Zerbinetta, Gilda, Violetta, Lucia, Konstanze, Manon y Oscar.
Gruberová siguió el camino de otras cantantes de coloratura, como su predecesora Beverly Sills, adquiriendo una voz más obscura y propicia para roles de bel canto más pesados, como Maria Stuarda, Anna Bolena e incluso Norma de Bellini. Aunque no posee todas las cualidades vocales necesarias para interpretar este papel cómodamente, su gran expresividad e impacto dramático, le han servido para atraer muchos admiradores.
Gruberová ha hecho muchas grabaciones. En los últimos años ha grabado diversas  óperas de bel canto, especialmente la trilogía Tudor de Donizetti, bajo su propio sello discográfico, Nightingale. Más de una docena de sus actuaciones operísticas filmadas o televisadas están recogidas en DVD, incluyendo Norma y Manon.
Durante su último recital en Barcelona (2013) recibió los aplausos del público durante 35 minutos. Concluyó su actuación cantando ‘O luce di quest’anima’, de la obra ‘Linda di Chamounix’ de Gaetano Donizzetti.
Estuvo casada con el conocido director de orquesta austríaco Friedrich Haider. Tuvo dos hijas.

## Voz
La voz de Edita Gruberová era extremadamente potente y duradera en el hiperagudo. Fue particularmente conocida por su dominio técnico que le permitió hacer los papeles más difíciles en el campo del bel canto romántico. Fue una de las pocas cantantes en poder hacer frente a la temida "Popoli di Tessaglia", aria de concierto de Mozart. También es una de las pocas que cantó Zerbinetta como está escrita, es decir, con un trino de agudo y sobre todo en la primera versión, más largo y más nítido.